# ꬴ
Cette page contient des caractères spéciaux ou non latins. S’ils s’affichent mal (▯, ?, etc.), consultez la page d’aide Unicode.
ꬴ (uniquement en minuscule), appelé e à fioriture, est une lettre additionnelle de l’alphabet latin qui est utilisée dans la transcription phonétique du suisse allemand Schweizerisches Idiotikon ou dans l’Atlas linguistique de la Suisse alémanique.

## Utilisation
Dans le Schweizerisches Idiotikon, e à fioriture ‹ ꬴ › représente une voyelle entre le a et le e, le a anglais, [æ].
Dans la transcription phonétique de l’Atlas linguistique de la Suisse alémanique, les symboles ꬴ, ꬴ᪸,  représentent les voyelles e, e᪸, æ avec un écartement des lèvres.

## Représentations informatiques
Cette lettre peut être représenté avec les caractères Unicode (Latin étendu E) suivants :
| formes    | représentations | chaînes de caractères | points de code | descriptions                          |
| --------- | --------------- | --------------------- | -------------- | ------------------------------------- |
| minuscule | ꬴ               | ꬴ                     | U+AB34         | lettre minuscule latine e à fioriture |